# Eurylophella karelica
Eurylophella karelica é uma espécie de Eurylophella.
Ela é nativa da Europa Oriental.
Possui um basónimo: Ephemerella karelica Tiensuu